# Jan Sundberg
Jan Harry Sundberg, född 12 december 1949 i Björneborg, Finland, är en finlandssvensk statsvetare och professor. 

## Biografi
Sundberg genomgick sin grundutbildning i statsvetenskap vid Helsingfors universitet och vid Åbo Akademi och avlande sin politices licentiatexamen 1977. Efter studier vid Uppsala universitet återvände han till Helsingfors universitet där han lade fram sin doktorsavhandling, Svenskhetens dilemma i Finland: finlandssvenskarnas samling och splittring under 1900-talet, 1985. Han har därefter varit verksam vid Svenska social- och kommunalhögskolan vid Helsingfors universitet och vid universitetet i Bergen. 
Sundberg invaldes i Finska Vetenskaps-Societeten år 1998 och verkar sedan 2024 som dess ordförande. 
År 1994 tillträdde han sin professorstjänst vid Helsingfors universitet. Han satt 2000–2006 som ledamot i ECPR:s (European Consortium for Political Research) styrelse. Sundbergs forskning har främst rört partier och partiväsendet.
Sundberg var Vegas sommarpratare år 2014.